# Elizabeth Marvel
Elizabeth Marvel, född 27 november 1969 i Orange County, Kalifornien, är en amerikansk skådespelare. Hon är sedan 2004 gift med den amerikanske skådespelaren Bill Camp, På senare tid är hon kanske mest känd för sina roller i TV-serier som Fargo, House of Cards och Homeland

## Filmografi (i urval)

### Film
- 2010 – True Grit – berättare
- 2012 – The Bourne Legacy – Doktor Connie Dowd
- 2012 – Lincoln
- 2019 – Dark Waters – röst
- 2020 – News of the World – Ella Gannett
- 2023 – Purpurfärgen
- 2025 – G20

### TV
- 1998 – Uppdrag: mord (TV-serie) (1 avsnitt)
- 2000-2004 – The District (88 avsnitt)
- 2009 – 30 Rock (TV-serie) (1 avsnitt)
- 2009 – The Good Wife (TV-serie) (1 avsnitt)
- 2009 – Nurse Jackie (TV-serie) (3 avsnitt)
- 2012-2021 – Law & Order: Special Victims Unit (14 avsnitt) – Rita Calhoun
- 2012 – The Newsroom (TV-serie) (1 avsnitt)
- 2013 – Elementary (TV-serie) (1 avsnitt)
- 2014 – House of Cards (TV-serie) – Heather Dunbar
- 2015 – Fargo (TV-serie) – Constance Heck. Säsong 2
- 2017 – Homeland (TV-serie) – President Elizabeth Keane
- 2023 – Love & Death (TV-serie)